# Ancylocheles
Ancylocheles is een geslacht van kreeftachtigen uit de klasse van de Malacostraca (hogere kreeftachtigen).

## Soort
- Ancylocheles gravelei (Sankolli, 1963)